# Dysdera circularis
Dysdera circularis là một loài nhện trong họ Dysderidae.
Loài này thuộc chi Dysdera. Dysdera circularis được Christa Deeleman-Reinhold miêu tả năm 1988.